# Graveyard Shift (album)
Graveyard Shift è il quarto album in studio del gruppo musicale statunitense Motionless in White, pubblicato il 5 maggio 2017 dalla Roadrunner Records. Si tratta dell'ultimo album registrato insieme al tastierista Joshua Balz. 

## Promozione
Il 24 giugno 2016 il gruppo annuncia di aver firmato un contratto con la Roadrunner Records e pubblica il singolo "570", che nel 13 luglio dello stesso anno vedrà la pubblicazione del video musicale. Il 31 ottobre 2016 la band annuncia il titolo dell'album, lanciando un contest per la realizzazione della copertina dell'album.
Il 27 gennaio dell'anno successivo la band pubblica il secondo singolo estratto dall'album, intitolato "Eternally Yours" ed annuncia che la pubblicazione del quarto album avverrà il 5 maggio 2017. Il 2 marzo 2017 viene pubblicato il videoclip per il singolo "LOUD (Fuck It)", annunciando inoltre il vincitore del contest e la copertina del nuovo album. Il 30 aprile 2017 annunciano la pubblicazione del quarto singolo "Rats" che avverrà il giorno successivo.

## Tracce
1. Rats – 3:55
2. Queen For Queen – 3:22
3. Necessary Evil (featuring Jonathan Davis) – 3:48
4. Soft – 3:30
5. Untouchable – 3:58
6. Not My Type: Dead As Fuck 2 (seconda parte della canzone "Dead As Fuck" da Reincarnate) – 4:22
7. The Ladder – 4:17
8. Voices – 3:44
9. LOUD (Fuck It) – 3:42
10. 570 – 4:31
11. Hourglass – 3:45
12. Eternally Yours – 5:12

Tracce bonus edizione Giapponese
1. Eternally Yours (Ricky Horror Acoustic Version) – 4:26

## Formazione
- Chris "Motionless" Cerulli - voce
- Ryan Sitkowski -  chitarra solista
- Ricky "Horror" Olson - chitarra ritmica
- Devin "Ghost" Sola - basso

Altri musicisti e produzione
- Joshua Balz - tastiera
- Tom Hane – batteria
- Stevie Aiello – compositore, voci aggiuntive
- Johnny Andrews – compositore
- Drew Fulk – engineering, produzione, voci aggiuntive
- Jonathan Davis – voce (traccia 3)
- Jeff Dunne – editing, engineering
- Gaiapatra – compositore, voci aggiuntive
- John Gluck – compositore
- Wally Gold – compositore
- Seymour Gottlieb – compositore
- H. Wiener – compositore
- Crystal Johnson – cover design
- Mick Kenney – programming
- Joshua Landry – compositore
- John Loustou – engineering batteria
- Sean Mosher-Smith – design
- Kile Odell – programming
- Samon Rajabnik – engineering batteria
- Dave Rath – A&R
- Kim Schon – management
- Joshua Strock – engineering
- Paul Suarez – mixing
- Jonathan Weiner – foto
- Josh Wilbur – mastering, mixing
- Kylie Zook – voci aggiuntive